# Pleuroceras pleurostylum
Pleuroceras pleurostylum är en svampart som tillhör divisionen sporsäcksvampar, och som först beskrevs av Bernhard Auerswald, och fick sitt nu gällande namn av Margaret E. Barr. Pleuroceras pleurostylum ingår i släktet Pleuroceras, och familjen Gnomoniaceae. Arten är reproducerande i Sverige.